# Колмаково (Новосибирская область)
Колмаково — село в Убинском районе Новосибирской области. Входит в состав Колмаковского сельсовета.

## География
Площадь села — 35 гектаров.

## Население
| 2002 | 2007 | 2010 |
| ---- | ---- | ---- |
| 141  | ↘124 | ↘83  |

## Инфраструктура
В селе по данным на 2007 год функционируют 1 учреждение здравоохранения и 1 учреждение образования.